# Esse arts + opinions
Pour les articles homonymes, voir Esse (homonymie).
Esse arts + opinions est une revue québécoise bilingue à parution trimestrielle consacrée à l'art contemporain et aux pratiques pluridisciplinaires. Fondée en 1984 à l'Université du Québec à Montréal, elle est incorporée en organisme à but non lucratif en 1987.  Elle est diffusée au Canada, aux États-Unis et en Europe, et est récipiendaire de nombreux prix.

## Histoire et caractéristique de la revue
Esse arts + opinions est une revue québécoise bilingue qui parait trimestriellement. Elle se consacre à l'art contemporain ainsi qu'aux différentes pratiques pluridisciplinaires,,.
Fondée en 1984 à Montréal (Québec, Canada) à l'Université du Québec à Montréal, elle est incorporée en organisme à but non lucratif en 1987.
À ses débuts, la revue Esse participe à documenter le milieu artistique des régions du Québec, notamment en ce qui concerne la production des arts et les conditions du travail artistique. Elle cherche à participer activement dans le milieu de l'art québécois. De nos jours, la revue couvre des pratiques au Québec, au Canada ainsi qu'à l'international.
En 2007, la revue devient bilingue dans le but d'être distribuée et lue à l'international. Cette approche sera concluante puisqu'elle sera quelques années plus tard distribuée au Canada, aux États-Unis, en Europe et en Asie.
En 2015, la Biennale de Venise accueille plusieurs artistes québécois. Le Conseil des arts et des lettres du Québec (CALQ) soutient la revue Esse « afin qu'elle puisse couvrir l'ensemble de la présence québécoise à Venise. » Une série d'articles est consacrée à cette présence québécoise à la Biennale de Venise dans le numéro 84 - Expositions, paru en été 2015.
La revue Esse arts + opinions est publiée par Les éditions Esse. Elle est membre de la Société de développement des périodiques culturels québécois.
Elle est disponible en format imprimé ou numérique.

### Ligne éditoriale
Le premier mandat d'Esse est d'offrir une tribune aux auteurs, afin de faire découvrir les différents artistes et leurs pratiques en art contemporain.
Chaque numéro de la revue présente un dossier thématique d’actualité ainsi que des articles critiques et essais traitant de la scène culturelle nationale et internationale,.
« La revue Esse arts + opinions s’intéresse aux diverses pratiques disciplinaires et interdisciplinaires (arts visuels, performance, vidéo et cinéma d’auteur, musique et danse actuelles, théâtre expérimental, etc.) et à toutes formes d’interventions à caractère social, in situ ou performatif. »
La revue mise beaucoup sur le visuel de ses pages couvertures. « Le lien entre le contenant et le contenu d'une revue est super important. On entre souvent dans une revue par l'objet, par son esthétique ou par le marketing. Alors, nous cherchons la meilleure façon d'allier nos préoccupations sociales avec des œuvres et avec une ligne graphique qui va attirer l'œil ou qui va interpeler le lecteur. » explique la directrice de la revue Sylvette Babin, lors d'une capsule avec La Fabrique culturelle.
Au-delà de l'apparence de la revue, Esse veut approfondir une thématique. La revue se démarque par son engagement et sa volonté à tisser des liens entre la pratique artistique et son analyse. On la reconnaît pour la rigueur de ses articles, qui proposent à la fois des essais substantiels et des opinions argumentées sur l’art et la société.

« Plus que jamais Esse souhaite participer aux réflexions éthiques et aux changements sociaux qui en découlent. Par conséquent, son public cible ne se limite pas au champ de l’art, mais s’étend à une communauté élargie intéressée notamment par les questions environnementales, éthiques et politiques, culturelles et identitaires. »

La revue accorde une importance aux analyses qui font dialoguer l'art avec le contexte (géographique, social, politique ou économique) dans lequel il s'inscrit les pratiques relationnelles, les œuvres engagées, les manifestations hors les murs,,.

### Esse.ca
Le site www.esse.ca présente un contenu inédit : webzines, articles, entretiens, comptes-rendus, portfolios, archives, etc. Ce contenu se présente comme complémentaire à la revue.

## Direction et comité de rédaction

### Direction
- 1984-2002 : Johanne Chagnon
- 2002-2024 : Sylvette Babin

### Comité de rédaction

#### Comité de rédaction actuel (2024)
- Sylvette Babin
- Joëlle Dubé
- Anne-Marie Dubois
- Gwynne Fulton
- Amelia Wong Mersereau

## Prix et honneurs

### Prix
- 2012 : Lauréat du Prix de critique parmi les Prix d’excellence de la SODEP, Catégorie « Essai, analyse et théorie » (pour le dossier « Commissaires » par les collaborateurs Paul Ardenne, Sylvette Babin, Louise Déry, Nathalie Desmet, Sophia Krzys Acord, Michèle Thériault et Jean-Philippe Uzel paru dans le n° 72 Commissaires | Curators)[17].
- 2012 : Lauréat du Prix de création parmi les Prix d’excellence de la SODEP, Catégorie « Conception graphique d’un numéro complet » par Studio FEED (pour le n° 71 Inventaires | Inventories)[17].
- 2013 : Lauréat du Concours Grafika pour le Prix  « Magazine – Design complet » (pour le n° 74 Savoir-Faire | Reskilling, n° 75 Objets animés | Living Things et le n°  76 L’idée de la peinture | The Idea of Painting)[18].
- 2014 : Lauréat du Prix de critique parmi les Prix d’excellence de la SODEP, Catégorie « Texte d’opinion critique sur une œuvre littéraire ou artistique » pour l’article de Catherine Lavoie-Marcus intitulé « Fake It Till You Make It! » dans le n° 78 Danse Hybride | Hybrid Dance[19].
- 2014 : Lauréat du Prix de conception graphique parmi les Prix d’excellence de la SODEP, Catégorie « Pages intérieures » par Studio FEED (pour le n° 77 Indignation)[19].
- 2014 : Lauréat du Prix de conception graphique parmi les Prix d’excellence de la SODEP, Catégorie « Page couverture » par Studio FEED (pour le n° 77 Indignation)[19].

- 2015 : Lauréat du Prix d’excellence de la SODEP, Catégorie « Conception graphique », « Page couverture » par Studio FEED (pour le n° 82 Spectacle)[20].

- 2016 : Lauréat du Concours Grafika pour le Prix  « Magazine – Design complet » (pour le n° 85 Prendre position | Taking a Stance)[21].
- 2017 : Lauréat du Prix d’excellence de la SODEP, Catégorie « Conception graphique », « Page couverture » par Studio FEED pour le n° 88 Paysage | Landscape[22].
- 2017 : The ICMA – International Creative Media Award, Print Magazines - Catégorie Art, Architecture, Design and Music, 2017[23].

- 2017 : Médaille d’argent, dans la catégorie « Meilleure direction artistique pour l’ensemble d’un numéro » octroyé par Les Prix du magazine canadien/The National Magazine Awards (pour le numéro n° 87 - Le Vivant | The Living)[23].
- 2017 : Lauréat du Prix « Meilleur Magazine », Catégorie « Littérature et art, y compris la poésie » octroyé par Les Grands Prix du magazine/Canadian Magazine Awards[23].
- 2017 : The ICMA – International Creative Media Award – is a Worldwide Competition for Corporate Medias, Books, Corporate Design and Magazines, Allemagne. Award of Excellence : Catégorie Front Page, esse #91 LGBT+[23].
- 2017 : Lauréat des Applied Arts Awards, Catégorie « Complete Magazine Design – Series » (pour le n° 87 Le Vivant | The Living, le n° 88 Paysage | Landscape, le n° 89 Bibliothèque | Library)[24].
- 2018 : Lauréat du Prix d’excellence de la SODEP, Catégorie « Conception graphique », « Page couverture » par Studio FEED (pour le n° 91 - LGBT+)[25].
- 2018 : Lauréat du Prix d’excellence de la SODEP, Catégorie « Conception graphique », « Pages intérieures » par Studio FEED (pour le n° 87 Le Vivant | The Living)[25].
- 2018 : Lauréat du Prix d’excellence de la SODEP, Catégorie « Critique », « Texte d’opinion critique » pour l’article de Sylvette Babin intitulé « La retranscription des textes fondateurs dans l’œuvre de Simon Bertrand » (pour le n° 89 Bibliothèque | Library)[25].
- 2018 : Lauréat du Prix d’excellence de la SODEP, Catégorie « Conception graphique », « Pages intérieures » par Studio FEED (pour le n° 91 LGBT+)[25].
- 2019 : The ICMA – International Creative Media Award[26].
- 2019 : Médaille d’or, dans la catégorie « Meilleur magazine art, littérature et culture » octroyé par Les Prix du magazine canadien/The National Magazine Awards[27].
- 2019 : Lauréat du Prix « Meilleur Magazine », dans la catégorie « Art, littérature et culture » octroyé par 42e prix du magazine canadien/42st National Magazine Awards[28].

## Indexation
Esse est indexée dans Academic OneFile, ARTbibliographies Modern, Arts & Humanities Full Text, Canadian Business & Current Affairs, Canadian Periodical Index Quarterly, Fine Arts and Music Collection, General OneFile, Repère et diffusée sur la plateforme Érudit et sur Flipster – Digital Magazines d'Ebsco Publishing.
En dépôt légal à la Bibliothèque nationale du Québec et à la Bibliothèque nationale du Canada.